# Deinococcus
Genre
Synonymes
- Deinobacter Oyaizu et al. 1987

Deinococcus (en français les Déinocoques) est un genre de cocci à Gram positif de la famille des Deinococcaceae dont il est le genre type. C'est aussi le genre type de l'ordre des Deinococcales, de la classe des Deinococci et du phylum des Deinococcota.
Ces bactéries ont une paroi épaisse qui leur donne une coloration positive au test de Gram, mais elles possèdent une deuxième membrane et sont donc plus proches structurellement des gram négatives. Elles sont également caractérisées par la présence d'un pigment caroténoïde, la déinoxanthine qui leur donne leur couleur rose, ainsi que par leur grande résistance aux rayonnements gamma et ultraviolet. Ces deux critères sont fréquemment utilisés pour isoler de nouvelles espèces de Déinocoques.

## Liste d'espèces
Il y a 47 espèces de Déinocoques décrites, dont Deinococcus radiodurans qui est hyperrésistant au dessèchement et aux radiations : il résiste à des doses de radiations plus de 1 000 fois supérieures à la dose mortelle pour l’homme. 
Selon NCBI (25 aout 2011) :
- Deinococcus aerius[2]
- Deinococcus aerolatus[3]
- Deinococcus aerophilus[3]
- Deinococcus aetherius[4]
- Deinococcus alpinitundrae[5]
- Deinococcus altitudinis[5]
- Deinococcus apachensis[6]
- Deinococcus aquaticus[7]
- Deinococcus aquatilis[8]
- Deinococcus aquiradiocola[9]
- Deinococcus caeni[7]
- Deinococcus cellulosilyticus[10]
- Deinococcus claudionis[5]
- Deinococcus daejeonensis[11]
- Deinococcus depolymerans[12]
- Deinococcus deserti[13]
- Deinococcus ficus[14]
- Deinococcus frigens[15]
- Deinococcus geothermalis[16]
- Deinococcus gobiensis[17]
- Deinococcus grandis[18]
- Deinococcus hohokamensis[6]
- Deinococcus hopiensis[6]
- Deinococcus indicus[19]
- Deinococcus maricopensis[6]
- Deinococcus marmoris[15]
- Deinococcus misasensis[20]
- Deinococcus murrayi[16]
- Deinococcus navajonensis[6]
- Deinococcus papagonensis[6]
- Deinococcus peraridilitoris[21]
- Deinococcus pimensis[6]
- Deinococcus piscis[22]
- Deinococcus proteolyticus[23]
- Deinococcus radiodurans''[24]
- Deinococcus radiomollis[5]
- Deinococcus radiophilus[25]
- Deinococcus radiopugnans[26]
- Deinococcus reticulitermitis[27]
- Deinococcus roseus[20]
- Deinococcus saxicola[15]
- Deinococcus sonorensis[6]
- Deinococcus wulumuqiensis[28]
- Deinococcus xibeiensis[28]
- Deinococcus xinjiangensis[29]
- Deinococcus yavapaiensis[6]
- Deinococcus yunweiensis[30]

## Utilisations
La Michigan State University a mis au point avec le groupe MBI une technologie (brevetée) de prétraitement de la biomasse (technique dite AFEX, pour Ammonia Fiber EXpansion) qui améliore son exploitabilité par Deinococcus pour  produire des aliments ou biocarburants de seconde génération.